# Мэдден, Джон (тренер)
Джон Эрл Мэдден (англ. John Earl Madden; 10 апреля 1936, Остин — 28 декабря 2021, Плезантон) — тренер по американскому футболу и комментатор НФЛ.

## Карьера
Будучи игроком, демонстрировал значительные достижения, но в 22 года был вынужден прекратить выступления из-за серьёзной травмы колена. Тренерскую карьеру начал в 1960 году в качестве ассистента тренера в команде Колледжа Алана Хэнкока, а через пару лет возглавил её самостоятельно.
Наибольшего успеха в качестве тренера Мэдден добился во главе «Окленд Рэйдерс», куда он пришёл в 1967 году как наставник лайнбекеров, в 1969 принял клуб как главный тренер и с которым выиграл XI розыгрыш Супербоула 1976 года. Для команды эта победа стал первой в истории, а для Мэддена рекордом — в 42 года он стал самым молодым наставником, выигрывавшим трофей.. В сезоне 1974 года в команде играли сразу семь будущих членов зала славы, что является рекордным показателем. По окончании тренерской карьеры Джон Мэдден сосредоточился на работе спортивным комментатором и экспертом футбольных программ на радио и ТВ. Мэдден работал в качестве аналитика для всех четырёх основных сетей: CBS (1979—1993), Fox (1994—2001), ABC (2002—2005) и NBC (2006—2009). 16 апреля 2009 года провёл свой последний эфир, объяснив уход желанием проводить больше времени с супругой Вирджинией (в браке с 1959 года) и семьёй.

## Медиа
Также Мэдден является автором популярных книг об американском футболе.

### Радио
Медийная карьера Джона Мэддена началась в 1970-х годах, когда будучи тренером Окленд Рэйдерс он начал участвовать по телефону в эфирах Джина Нельсона на сан-францисской радиостанции KYA. После ухода Нельсона на KSFO, Мэдден также перешёл на новую радиостанцию. После ухода Нельсона на пенсию в 1994 году, Джон Мэдден стал появляться в эфире KNBR. С 1997 года по август 2018 год (с перерывом с 2015 по 2017 год) начал появляться с комментариями в эфире радиостанции KCBS пять дней в неделю (в 8:15 утра по тихоокеанскому времени). Также являлся спортивным комментатором в синдикации с американской радиосетью Westwood One.

### Телевидение
С 1979 по 2008 год Джон Мэдден работал аналитиком игр НФЛ на всех четырёх крупнейших американских телеканалов.
После работы на менее значимых играх на CBS, в 1981 году начал работать в дуэте с Пэтом Саммероллом, заменив Тома Брукшира. До этого назначения Мэден успел поработать вместе с Диком Стоктоном, Фрэнком Глибером и Гари Бендером. Мэдден и Саммеролл провели восемь Супербоулов (пять для CBS и три для Fox). Когда Саммеролл был недоступен (на CBS он также комментировал теннисный турнир US Open Series, по датам приходившийся на ранние недели нового сезона НФЛ), Мэдден работал вместе с Вином Скалли, а позже — с Верном Лундквистом. Во время последнего эфира дуэта на CBS в ходе матча Dallas Cowboys и San Francisco 49ers Мэдден сказал Саммероллу: если у CBS больше не будет NFL, то по крайней мере у них будут их воспоминания.
Когда в 1994 году права на показ игр получила телесеть Fox, сотрудники CBS стали свободными агентами. Мэдден был самой большой звездой в индустрии футбольного вещания, и Fox, ABC и NBC предлагали ему оклад куда больше ранее максимальных для комментаторов 2 млн. долл.; владелец NBC General Electric предлагал сделать «всемирного спикера», а GE Rail был готов построить ему люксовый поезд. После того, как Мэдден почти договорился с ABC, он и Саммеролл присоединились к команде Fox, дав телесети по оценке Руперта Мёрдока «бриллиант в короне всего спортивного программирования в мире». По тогдашнему годовому контракту Мэдден получал больше любого игрока НФЛ. Однако на подписанном в 1998 году восьмилетнем контракте по трансляции НФЛ Fox потеряло почти 4,4 млрд долл, из-за чего телесеть начала искать способы оптимизировать расходы. К 2003 году контракт с комментатором обошёлся бы в 8 млн долл, его последним эфиром стал прошедший в феврале 2002 года Супербоул XXXVI.
В этом году Мэдден стал комментатором программы Monday Night Football на ABC, работая в паре со своим многолетним announcer Al Michaels. За год комментатор зарабатывал примерно 5 млн. долл. В ходе финального эфира он высказался аналогично последнему эфиру на CBS.
В 2005 году президент NBC Sports Дик Эберсол анонсировал участие Джона Мэддена со следующего футбольного сезона в качестве аналитика программы NBC Sunday Night Football. Тем самым комментатор стал первым из своих коллег по профессии, сумевшим поработать на «большой четвёрке» американских телесетей и также осветить для каждой из них Супербоул. 13 октября 2008 года NBC сообщила о том, что Мэдден решил не освещать намеченную на 19 октября игру Seattle Seahawks и Tampa Bay Buccaneers в Тампе, что положило конец 476-недельным выступлениям комментатора в телеэфире. Его подменил студийный аналитик Football Night in America и бывший игрок Cincinnati Bengals Крис Коллинсворт, и Мэдден прибыл в Индианаполис к намеченной на 2 ноября следующей игре. Последним матчем Джона Мэддена в качестве комментатора стал прошедший 1 февраля 2009 года Супербоул XLIII между Arizona Cardinals и Pittsburgh Steelers, официально о своём уходе из спортивного комментирования он сообщил 16 апреля того же года. Его заменил Крис Коллинсворт.

### Видеоигры
С 1988 года Джон Мэдден продал свой голос, персону и имя для серии видеоигр по американскому футболу Madden NFL, издаваемых EA Sports/Electronic Arts. В тот период он имел возможность купить «неограниченное» количество акций EA в рамках её первичного публичного предложения, отказ от которой он впоследствии назовёт «самой тупой вещью, которую я когда-либо делал в своей жизни».
Несмотря на уход Мэдден на пенсию в 2009 году, он продолжал вносить творческий вклад в дальнейшее развитие серии, которая в настоящее время в первую очередь приходит на ум при его упоминании, победа его команды в Супербоуле и работа спортивным комментатором.
Во время первоначальных переговоров с основателем Electronic Arts Трипом Хоукинсом в 1984 году, комментатор рассматривал программу как инструмент для обучения и проведения тестовых игр. В 2012 году он говорил, что Madden NFL была «способом для людей изучить игру и участвовать в ней на довольно сложном уровне».

### Реклама
Джон Мэдден снялся во многих телевизионных и рекламных роликах, среди его клиентов были Ace Hardware, Outback Steakhouse (корпоративный спонсор Maddencruiser), Verizon Wireless, Rent-A-Center, Miller Lite, Toyota, Sirius Satellite Radio и Tinactin. Реклама пива Miller закрепила в массовом сознании за комментатором образ неуклюжего, но милого человека.
Снимался в радио и телевизионной социально рекламе, включая NBC/Ad Council's The More You Know и Vascular Cures.
Для снижения затрат на переезды, Мэдден построил в калифорнийском Плезантоне студию звукозаписи «Goal Line Productions», которой сейчас управляет его сын Джо.

### All-Madden
Из всех этих игроков, я думаю, Джек Янгблад...олицетворял командный дух All-Madden...
В 1984 году Джон Мэдден внял совету своего друга со времён начальной школы и тренера NFL Джона Робинсона, и создал команду «All-Madden», игроки которой по мнению Мэддена олицетворяли американский футбол и играли в него в той манере, которая симпатична ему самому. Позже был добавлен «Зал славы» для наиболее любимых игроков, также Мэдден создавал юбилейные сборные (к 10-летию команды All-Madden в 1994 году, команду для Супербоула в 1997 и команду всех времён в 2000 году). All Madden также называлась книга специалиста, по продажам уступавшая лишь Hey, Wait A Minute? I Wrote a Book и One Knee Equals Two Feet.
В одноимённой книге Мэдден объяснял:

Что означает быть 'All-Madden'? Это целый набор вещей. Для защитников и полузащитников речь идёт об играющем со сломанной ногой Джеке Янгбладе, наносящему ущерб нападению Лоуренсе Тэйлоре и Реджи Уайте, заставляющем другого парня пожелать положить немного больше в тарелку для пожертвований в церкви. Это о парне, у которого грязная форма, грязь на лице и трава в ушной раковине шлема.

## В культуре
Сыграл самого себя в фильмах Маленькие великаны (1994 год) и Дублёры (2000 год).
Снялся в эпизоде мультсериала Симпсоны «Sunday, Cruddy Sunday» (1999 год) и был ведущим выпуска Saturday Night Live в 1982 году.
Снялся в видеоклипах Пола Саймона («Me and Julio Down by the Schoolyard») и U2 («Stuck in a Moment You Can't Get Out Of»).
В мае 2023 года стало известно, что Уилл Феррелл ведёт переговоры о съёмках фильма про Мэддэна с Дэвидом О. Расселом в качестве режиссёра. На роль Мэддэна был выбран Николас Кейдж. Съёмки начались в Атланте 24 апреля 2025 года.

## Награды
- Победитель Супербоул XI (как главный тренер Окленд Рэйдерс)
- Зал славы Калифорнии
- Зал спортивной славы залива.[30]
- Спортивный комментатор 1984 года по версии Национальной ассоциации спортивных комментаторов и спортивных обозревателей (NSSA)
- Обладатель Радио-телевизионной премии Пита Розелла за 2002 год.
- В 2006 году он был введён в Зал славы американского футбола.[31]
- Второе место в списке топ-50 спортивных комментаторов телевизионных сетей всех врёмен по версии Yahoo!.[32]
- В 2010 году включён в Зал славы NSSA
- 16—кратный победитель Emmy Award[33]

## Смерть
Мэдден умер в своем доме в Плезантоне 28 декабря 2021 года в возрасте 85 лет. В пресс-релизе, объявляющем о его смерти, комиссар НФЛ Роджер Гуделл сказал, что Мэдден был «футболом», добавив, что «никто никогда не сможет быть другим Джоном Мэдденом, и мы всегда будем в долгу перед ним за все, что он сделал, чтобы сделать футбол и НФЛ тем, чем они являются сегодня».